# Doleschalla tenuis
Doleschalla tenuis är en tvåvingeart som beskrevs av Malloch 1932. Doleschalla tenuis ingår i släktet Doleschalla och familjen parasitflugor. Inga underarter finns listade i Catalogue of Life.